# Torba (skała)
Torba lub Torba Polska – skała w grupie Kozłowych Skał w Dolinie Szklarki na Wyżynie Krakowsko-Częstochowskiej. Znajduje się w miejscowości Szklary w województwie małopolskim, w powiecie krakowskim, w gminie Jerzmanowice-Przeginia.
Torba jest najdalej na południe wysuniętą skałą wspinaczkową w grupie Kozłowych Skał. Znajduje się w lesie. Jest to zbudowana z wapieni skała o połogich, pionowych lub przewieszonych ścianach o wysokości 8–12 m. Uprawiana jest na niej wspinaczka skalna. Jest na niej 8 dróg wspinaczkowych o trudności od V do VI.4 w skali polskiej. Wszystkie mają zamontowane punkty asekuracyjne w postaci 3–6 ringów i ringi zjazdowe lub stanowiska zjazdowe.

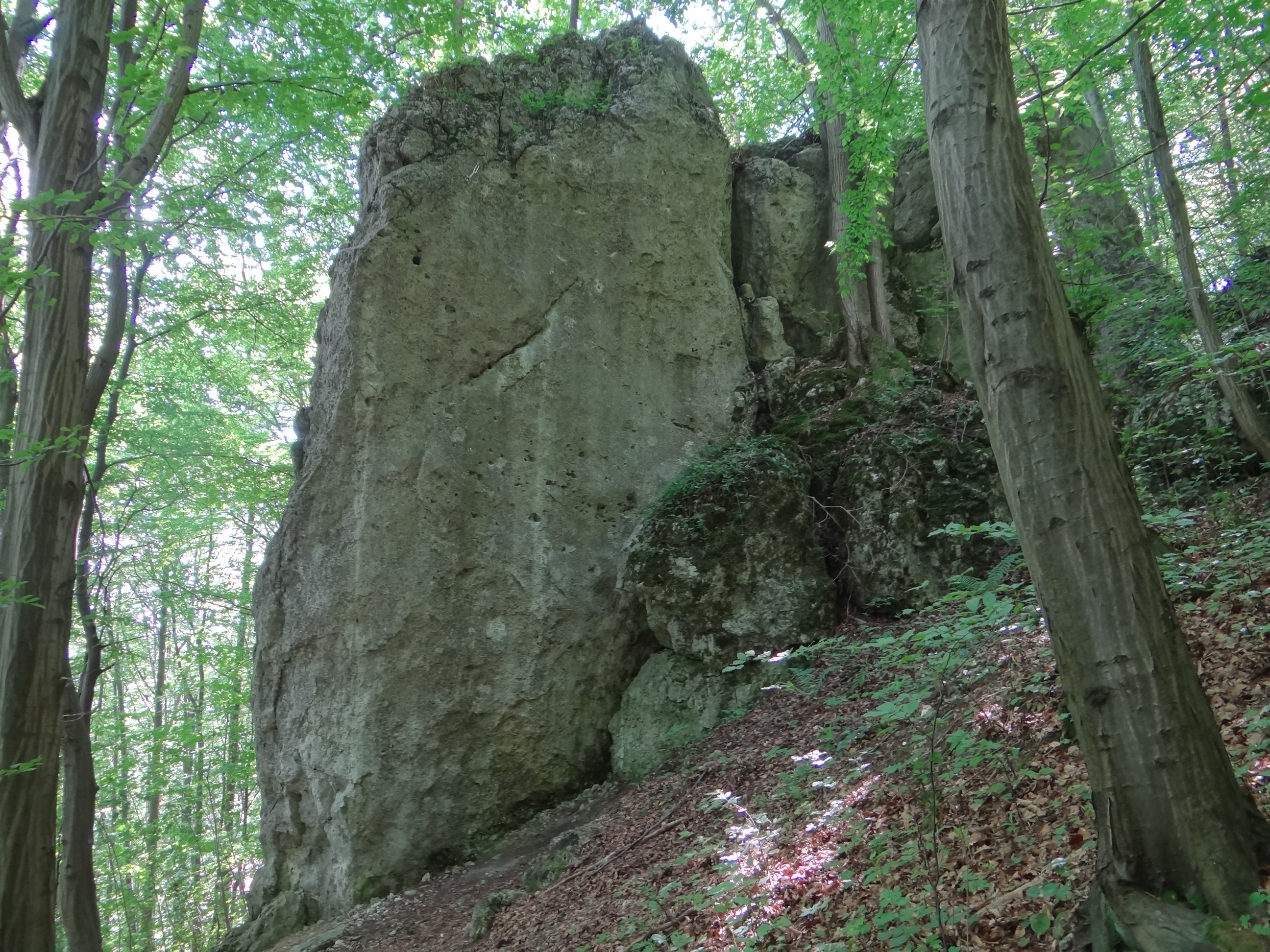
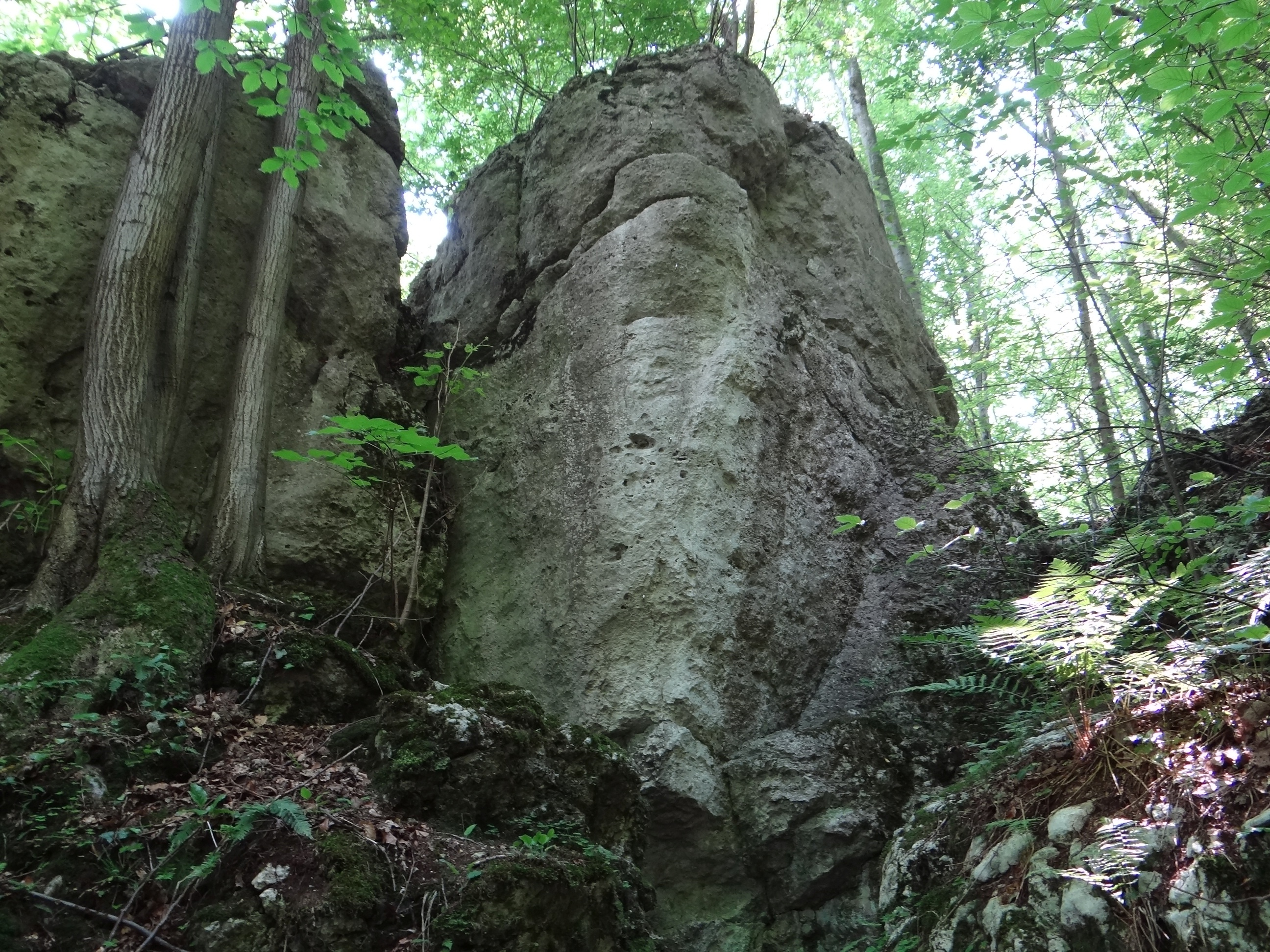
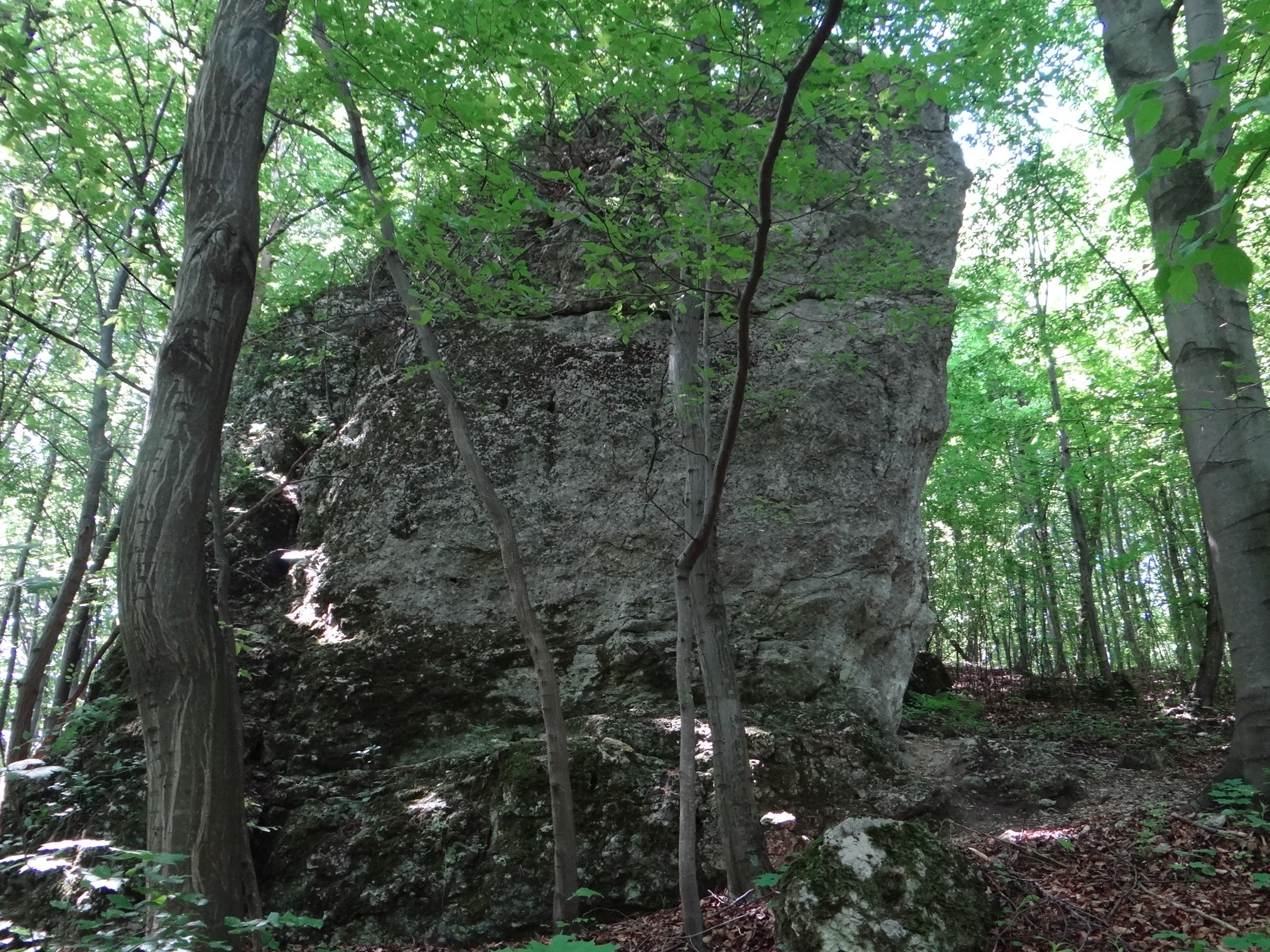
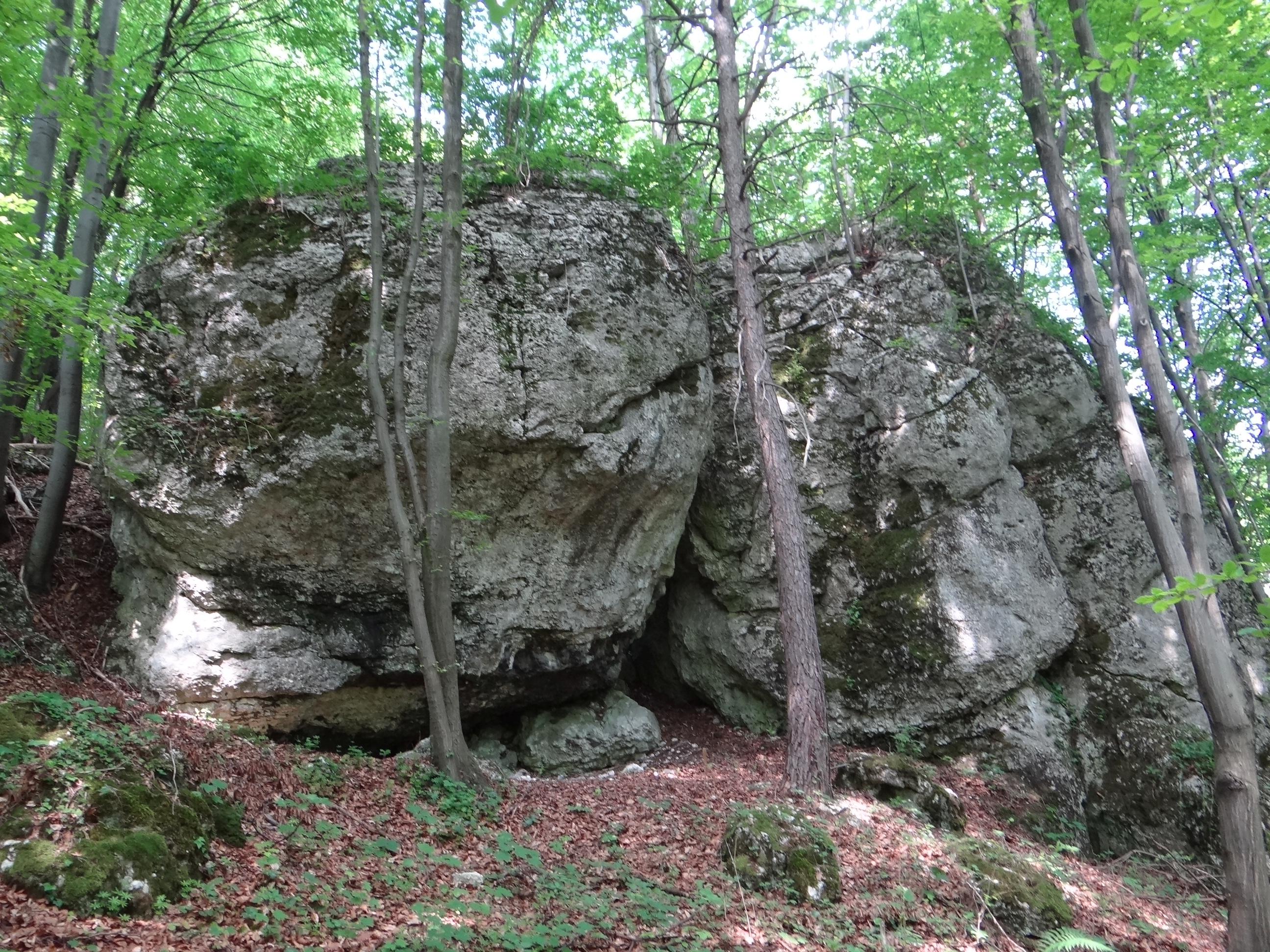